# 小阪菜緒
もしかして
- 小坂菜緒

ではありませんか？